# Kreis Schivelbein

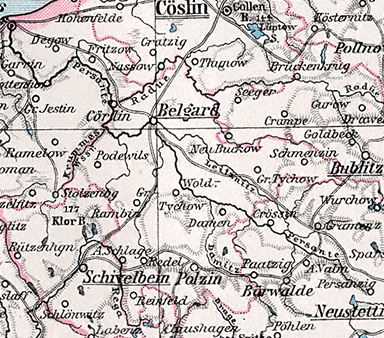
Das Kreisgebiet 1905

Der Kreis Schivelbein war ein preußischer Landkreis, der bis 1816 zur Mark Brandenburg und danach zur Provinz Pommern gehörte. Das Landratsamt befand sich in der Stadt Schivelbein. Der Landkreis wurde 1932 aufgelöst. Das ehemalige Kreisgebiet wurde nach dem Zweiten Weltkrieg zusammen mit ganz Hinterpommern seitens der Sowjetunion der Volksrepublik Polen zur Verwaltung überlassen und liegt heute im Wesentlichen im Powiat Świdwiński (Schivelbeiner Kreis) der Woiwodschaft Westpommern.

## Verwaltungsgeschichte
In der nachmittelalterlichen Zeit bildete sich in der Mark Brandenburg eine Gliederung in Kreise heraus. Einer dieser historischen Kreise war der Schivelbeinische Kreis bzw. Kreis Schivelbein, der einen der vier sogenannten Hinterkreise in der Neumark bildete.
Im Rahmen der preußischen Verwaltungsreformen nach dem Wiener Kongress wechselte der Kreis Schivelbein 1816 aus der Mark Brandenburg in den Regierungsbezirk Köslin der Provinz Pommern. Er blieb mit den damaligen Grenzen in seinem äußeren Umfang bis 1932 unverändert. Seine Bevölkerung verdreifachte sich von 8.460 Einwohnern im Jahr 1816 auf über 22.000 im Jahr 1925. Seit dem 18. Jahrhundert standen neun Landräte an der Spitze der Verwaltung. Das Landratsamt befand sich seit 1877 in der Neuen Straße 16 (später Glasenappstraße) in Schivelbein.
Im Jahre 1925 besaß der Kreis eine Fläche von 503 km².
Zum 30. September 1928 fand im Kreis Schivelbein entsprechend der Entwicklung im übrigen Freistaat Preußen eine Gebietsreform statt, bei der die Gutsbezirke aufgelöst und benachbarten Landgemeinden zugeteilt wurden. Als der Kreis Schivelbein am 1. Oktober 1932 aufgelöst wurde, war er mit 22.726 Einwohnern der kleinste Landkreis der Provinz Pommern. Elf seiner zwölf Amtsbezirke mit 38 Gemeinden sowie die Stadt Schivelbein kamen zum Kreis Belgard. Der Amtsbezirk Labenz mit den Gemeinden Labenz, Nuthagen und Rützow kam zum Kreis Dramburg.
Gegen die Auflösung des Kreises Schivelbein hatten der Kreistag und die Bevölkerung einhellig, aber erfolglos opponiert. Landrat Paul Schuelke hatte 1925 erfolglos eine Denkschrift eingereicht, in der er vorgeschlagen hatte, dem Kreis die verkehrsmäßig und wirtschaftlich auf Schivelbein ausgerichtete Region Bad Polzin zuzuschlagen. Als nach Kriegsende 1945 ganz Hinterpommern seitens der sowjetischen Besatzungsmacht der Volksrepublik Polen zur Verwaltung überlassen worden war, wurde der polnische Powiat Świdwiński (Schivelbeiner Kreis) eingerichtet, dessen Ausmaße in etwa dem ehemaligen Kreis Schivelbein entsprechen, der jedoch Bad Polzin (Połczyn-Zdrój) mit einschließt, wie dies früher schon einmal von Schuelke verwaltungstechnisch angedacht worden war.

## Einwohnerentwicklung
| Einwohner         | 1750  | 1796  | 1816  | 1864   | 1871   | 1885   | 1900   | 1910   | 1925   |
| ----------------- | ----- | ----- | ----- | ------ | ------ | ------ | ------ | ------ | ------ |
| Kreis Schivelbein | 3.879 | 7.216 | 8.440 | 19.703 | 19.246 | 19.002 | 19.656 | 21.231 | 22.726 |

## Verwaltungsgliederung
Vor seiner Auflösung umfasste der Kreis Schivelbein eine Stadt und 41 Landgemeinden:
| - Balsdrey - Berkenow - Boltenhagen - Briesen - Brunow - Dohnafelde - Grössin - Gumtow - Karsbaum - Kartlow - Klemzow | - Klötzin - Klützkow - Kreitzig - Kussenow - Labenz - Lankow - Leckow - Liepz - Meseritz - Nelep - Nemmin | - Nuthagen - Panzerin - Polchlep - Pribslaff - Repzin - Ritzig - Rützenhagen - Rützow - Schivelbein, Stadt - Schlenzig - Schlönwitz | - Semerow - Simmatzig - Technow - Teschenbusch - Venzlaffshagen - Völzkow - Wartenstein - Wopersnow - Wussow |

Die Landgemeinden waren zuletzt in zwölf Amtsbezirke gegliedert:
| - Amtsbezirk Briesen - Amtsbezirk Brunow - Amtsbezirk Klanzig | - Amtsbezirk Kreitzig - Amtsbezirk Labenz - Amtsbezirk Langenhaken | - Amtsbezirk Lankow - Amtsbezirk Nelep - Amtsbezirk Schlenzig | - Amtsbezirk Schlönwitz - Amtsbezirk Simmatzig - Amtsbezirk Wopersnow |

## Verkehr
Verkehrsmäßig war das Kreisgebiet durch eine Anzahl strahlenförmig in der Kreisstadt zusammentreffenden Straßen erschlossen. Die Haupteisenbahnstrecke Stettin–Köslin–Danzig durchzog den Kreis und in Schivelbein zweigte die Strecke nach Bad Polzin ab.

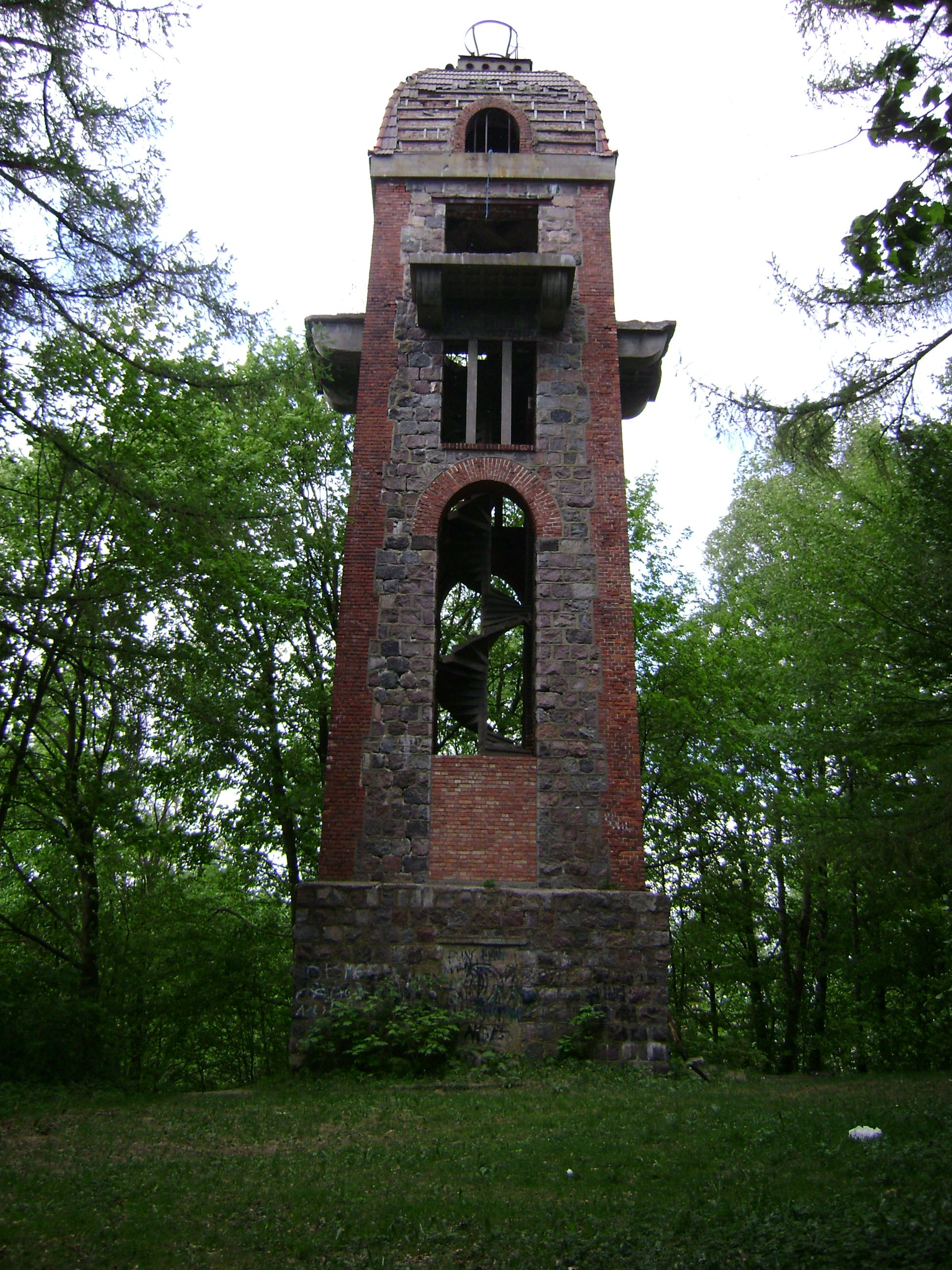
Der Bismarck-Turm in der Kreisstadt Schivelbein

## Wirtschaft
70 Prozent der Erwerbstätigen arbeiteten 1925 in der Land- und Forstwirtschaft, 13,6 Prozent in Industrie und Handwerk, sowie 8,5 Prozent in Handel und Verkehr.

## Religion
Die Bevölkerung des Kreises Schivelbein war zu 98 Prozent evangelischer Konfession. Es gab den 1816 von der Neumark in die Kirchenprovinz Pommern überstellten Kirchenkreis Schivelbein, der bis 1945 existierte. Der Kirchenkreis Schivelbein gehörte zur evangelischen Kirche der Altpreußischen Union.

## Landräte
- 1737–173900Curt Melchior von Kettwig
- 1739–175600Joachim Ehrenreich von Benekendorff
- 1756–177900George Heinrich von Blanckenburg
- 1779–180800Johann George Friedrich von Leckow
- 1808–183000Ludwig von Briesen
- 1830–186500Carl von der Goltz
- 1866–187100Rüdiger von der Goltz
- 1872–191700Nikolaus von Baudissin
- 1917–191900Rüdiger von der Goltz (kommissarisch)
- 1919–193200Paul Schuelke